# Yusuke Suzuki
Yusuke Suzuki (født 19. maj 1982) er en tidligere japansk fodboldspiller.
Han har spillet for flere forskellige klubber i sin karriere, herunder Roasso Kumamoto.